# ویجایاشانتی
ویجایاشانتی (انگلیسی: Vijayashanti؛ زادهٔ ۲۴ ژوئن ۱۹۶۶) سیاست‌مدار و بازیگر اهل هند است.
از فیلم‌ها یا برنامه‌های تلویزیونی که وی در آن نقش داشته‌است می‌توان به خدا، امروز هند، جان‌سخت، مقصر و آتشفشان اشاره کرد.
وی همچنین برندهٔ جوایزی همچون جایزه فیلم‌فیر جنوب و جایزه ناندی شده‌است.